# Varga Katalin balladája
A Varga Katalin balladája (eredeti cím: Katalin Varga) Peter Strickland 2009-ben bemutatott első nagyjátékfilmje.

## Történet
Egy székely asszony rója az utakat tízéves kisfiával keresztül Erdélyen. Varga Katalint férje elkergette otthonukból, miután tudomására jutott, nem ő a kis Orbán valódi apja. A szilárd férfit nem érdekelték a körülmények, vagy az asszony magyarázata. Pedig Katalin nem volt hűtlen hozzá – egy éjjel hazafelé megerőszakolták. A nő ezzel a traumával él azóta is, ám ez eddig senki nem tépte fel a régi sebeket. Most azonban elkeseredésében útnak indul, hogy megtalálja egykori támadóit és bosszút álljon rajtuk. Orbánnak azt mondja, a beteg nagymamát mennek meglátogatni. Szekéren utaznak, istállóban alszanak, ahol gyanússá válnak a helyiek szemében, onnan gyorsan továbbállnak. Végül az anya és a gyerek rátalálnak a bűnösre, akinek úgy tűnik, már megbocsátott az isten. Felesége van, dolgos, becsületes emberként éli életét. De a bűnhődés elől nincs menekvés. Még akkor sem, ha a bosszú csak újabb bosszút szül.
A brit-román-magyar koprodukcióban készült Varga Katalin balladája napjainkban Székelyföldön játszódik, ám időtlen történet, amely egyszerre szól az isteni elrendeltetésről, és a sorsát saját kezébe vevő ember bosszújáról. A rendező a görög drámák és ősi mondák motívumait és tragikumát gondolta tovább, a modern thriller narratíváját alkalmazva. A néző előtt nem kétséges, hogy véres tragédia küszöbén állunk, ám a mikéntek tekintetében a forgatókönyv mindig újabb és újabb meglepetésekkel tud szolgálni.

## Alkotók
A Budapesten élő brit rendező, Peter Strickland még 2004-ben kezdte meg első nagyjátékfilmjének előkészületeit. Saját bevallása szerint egy erdélyi autóstoppolás alkalmával határozta el, hogy ez lesz az a táj, ahol a Varga Katalin balladája életre kelhet. Strickland (aki maga görög és angol szülők gyermeke) bár tisztában volt a magyar-román kapcsolatok sokrétűségével, ez vajmi kevéssé foglalkoztatta őt, a kívülállót. Főként azért, mert a filmje alapvetően a bosszúállás motívuma köré épül, ilyenformán története a világon bárhol játszódhatna.
Strickland vérbeli független filmes: a Varga Katalin balladája semmilyen támogatást nem kapott, a rendező az örökségéből és barátok hozzájárulásából finanszírozta a munkát. A forgatás végül hétmillió forintnyi összegből három hét alatt, egy 11 tagú magyar stábbal zajlott, utómunkálatai pedig már az időközben bejelentkezett román Libra Film támogatásával valósulhattak meg Budapesten.
A film szereplői a csíkszeredai, sepsiszentgyörgyi, székelyudvarhelyi, kovásznai, kézdivásárhelyi színpadok ismert nevei, míg a címszereplőt alakító Péter Hilda a Kolozsvári Állami Magyar Színház társulatának tagja. A kisfiú neve Tankó Norbert, aki szentegyházi születésű.

## Díjak
A Varga Katalin balladája hangtechnikai munkáit végző Kovács György, ifj. Erdélyi Gábor, Székely Tamás a 2009-es berlini nemzetközi filmfesztiválon, a Berlinalén kiemelkedő művészi teljesítményükért Ezüst Medve díjat kaptak. További elismerések: Péter Hilda romániai magyar színésznő a nyári brüsszeli filmfesztiválon a legjobb női főszereplő díját nyerte el,  míg Győri Márk operatőrt a macedóniai 30. ICFF Manaki Brothers Fest-en a zsűri elismerő oklevelével (special mention) tüntették ki a filmért. Az alkotás 2009 decemberében az Európai Filmakadémia (EFA) az elsőfilmes rendezők számára kiírt legjobb európai felfedezett elnevezésű kategóriában Európai Filmdíjat nyert.

## Fogadtatás
„Sikerült egy olyan térfelületet létrehozni, amelyen két nyelven (románul és magyarul), közös erővel és anyagi támogatással végre láthatóvá vált, hogy nemcsak két kultúra egymás mellett való éléséről, hanem elsősorban együttélésről van szó.” (filmtett.ro)
„Peter Strickland egy meglepően eredeti thrillerrel debütál előttünk! Az erőszakról és bűnhődésről szóló lassúfolyású történetmesélése Dosztojevszkijt idézi. A Berlini Filmfesztivál egyik legnagyobb meglepetése!” (The Guardian)
„A Varga Katalint játszó Péter Hilda és az erőszaktevőt megformáló Pálffy Tibor vonásai és pillantásai mély, ösztönös bölcsességről árulkodnak a bőségesen adagolt közelképeken.” (origo.hu)
„Erőteljes és felkavaró film. A történet annyira időtlen, hogy játszódhatna akár a középkorban is. Hogy mégis a jelenben vagyunk, arról csak egy baseball-sapka vagy egy mobiltelefon-csörgés árulkodik.” (The Independent)